# 華盛頓地鐵藍線
華盛頓地鐵藍線（英語：Blue Line）是華盛頓都會區捷運系統的一條路線。蓝线共有27个车站，连接了弗吉尼亚州的費爾法克斯郡、亞歷山卓市、阿靈頓縣，华盛顿哥伦比亚特区，以及马里兰州的喬治王子縣。蓝线的起讫站为法兰克尼亚-春田和拉戈鎮中心。蓝线与橙線共用13座车站、与银线共用18座车站、与黃線共用6个车站；此外，僅有三個車站由蓝线单独使用：阿灵顿公墓、梵东街和法兰克尼亚-春田。

## 历史

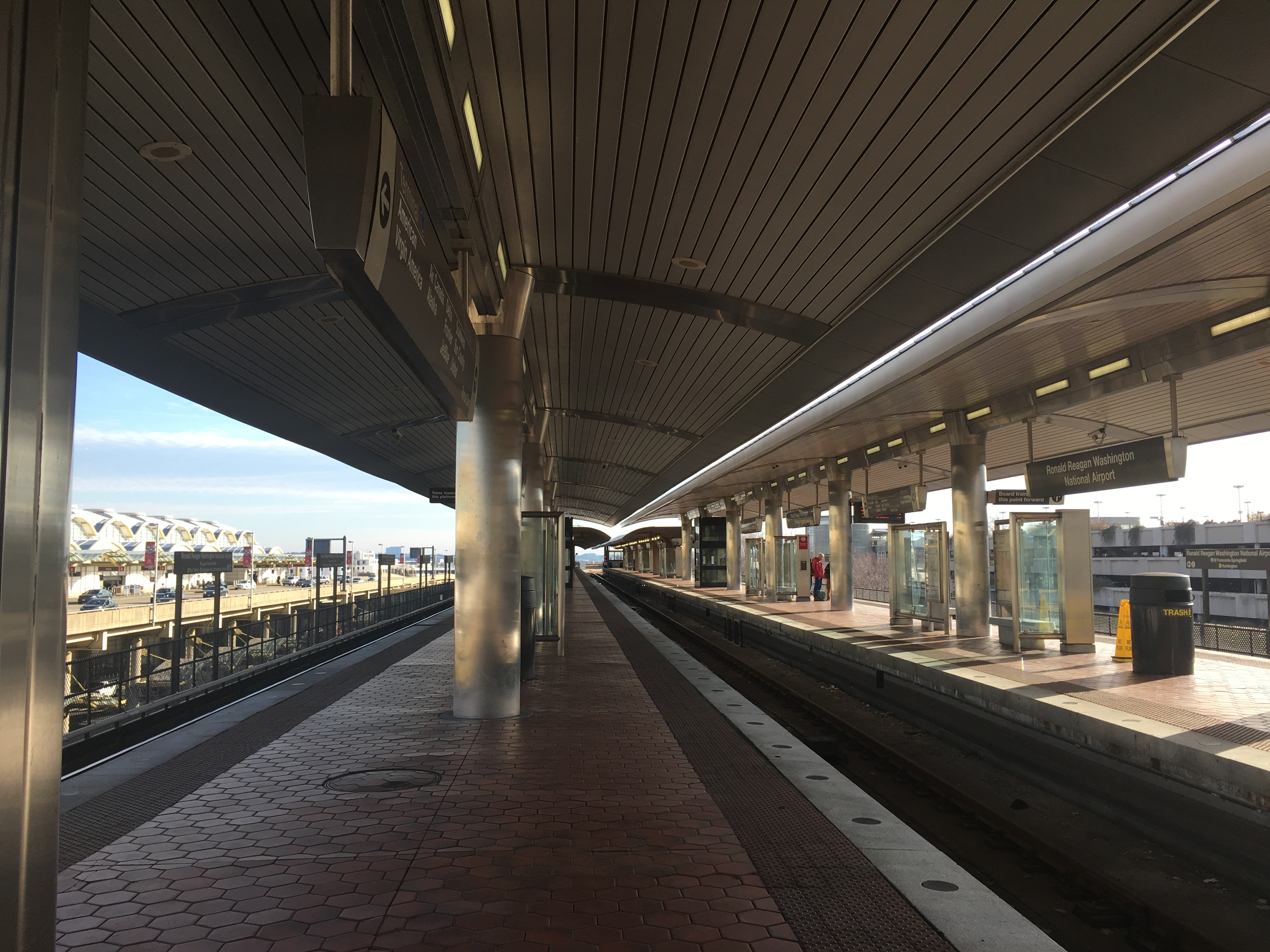
罗纳德·里根华盛顿国家机场站

在华盛顿都会区兴建地铁的计划起始于1955年的大运量交通调查，这项调查旨在预估高速公路和大运量公共交通系统到1980年的运量需求。这项研究在1959年的最终报告中包含了两条快速公共交通线路，其在华盛顿城内的形式预计为地铁。由于这项计划同时需要在华盛顿特区大量兴建高速公路，当地居民游说联邦立法者建立一份高速公路修建的备忘录，直到1962年7月1日。国家首都运输局在1962年一份名为《国家首都区域的交通》的报告中提出了一条与现今蓝线在弗吉尼亚的线路基本相同的路线：沿着阿灵顿到亚历山卓和春田的既有铁路修建。报告中没有提及乔治王子郡境内的线路。直到华盛顿都会区交通局成立，这条线路都被保留在快速公共交通计划中。
1966年10月WMATA成立后，公共交通系统的计划工作从联邦转移到这个由特区、马里兰州和弗吉尼亚州代表组成的地区机构；项目的兴建不再需要担忧国会的批准与否。相反，规划的线路需要服务以上三个地区来保证它们会批准这个系统运转所需的经费。
蓝线在弗吉尼亚的部分于今天的线路基本相同，即沿着里士满、弗雷德里克斯堡和波多马克铁路（宾州铁路的子公司）到科尔切斯特段的线路修建，因为沿着既有铁路修建是在城郊修建时最便宜的选择。蓝线在地面另有一段线路沿着110号弗吉尼亚州级公路修建，它路过阿灵顿国家公墓、连接五角大楼和罗斯林，并取代了一段当时已关闭的罗斯林接驳铁路（英語：Rosslyn Connecting Railroad，也是宾州铁路的子公司）。
这个铁路公司的前身，华盛顿南方铁路在1896年兴建了这段铁路，并利用了当时已废弃的亚历山卓运河。
1968年3月，WMATA委员会批准了一项总长98英里（158）的“采用的区域系统”（英語：Adopted Regional System，缩写：ARS），其中包含蓝线亨廷顿到艾迪逊路的部分，并保留了路线延伸到拉戈的可能性。ARS中也包含蓝线、橙线在俄克拉荷马大道的位于体育场、军械库和阿纳卡斯蒂亚河大桥之间的一个车站。当地居民反对车站附带的一个1,000车位的停车场以及它可能带来的交通流量。作为回应，特区政府要求移除这个车站，并使线路的地下通道延伸穿过这个社区。这也是蓝线唯一一个由于居民反对而取消的车站。这个取消的地上站和停车场节省了1,200万美元的资金，线路也应居民要求轻微调整了线路走向。为了更好地服务游客，史密森尼学会的车站新增了一个在国家广场的出站口；此外，联邦政府在1972年要求蓝线在阿灵顿公墓新增一个车站。联邦政府支付了这两处设计变更产生的花费。

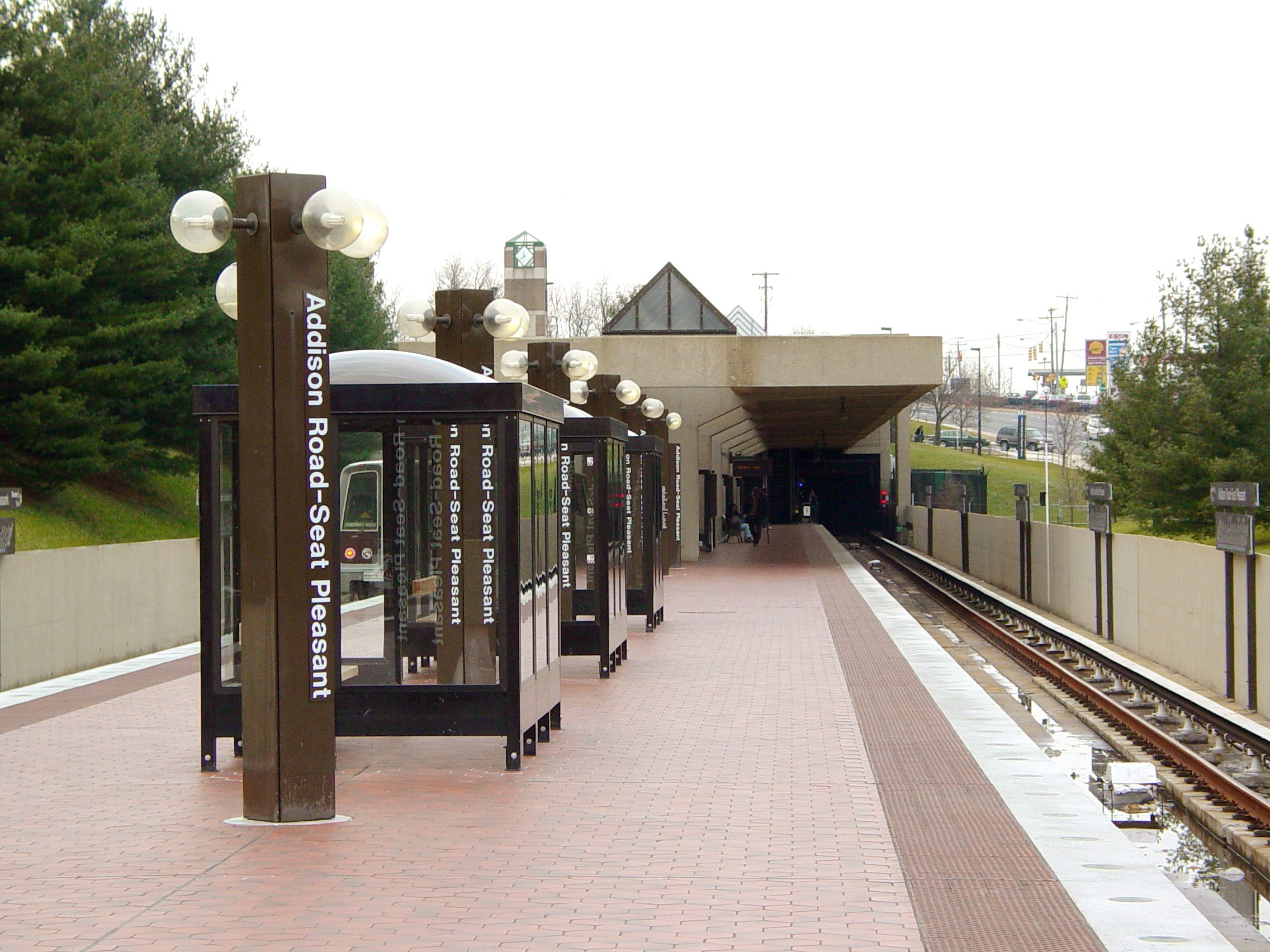
艾迪逊路站

蓝线于1977年7月1日正式开始运营，共开通从阿灵顿的罗纳德·里根华盛顿国家机场到华盛顿特区的体育场-军械库共计18个车站；这是华盛顿地铁第一条通往弗吉尼亚州的线路。随后，蓝线于1980年11月22日延伸了3个车站到艾迪逊路。随着梵东街站于1991年6月15日投入使用，蓝线在国家机场以南的服务也得到延伸。1997年6月29日，法兰克尼亚-春田站开通，蓝线原有的计划到此时已全部完成。2004年12月18日，两个位于马里兰州的车站：摩根大道站和拉戈镇中心站也投入使用。
橙线自从1978年11月20日开通到1979年12月1日，都和蓝线在国家机场站到体育场-军械库站之间和蓝线共线。在体育场-军械库站之后，橙线单独向东驶往新卡罗顿。1979年12月1日起，橙线向西从罗斯林和蓝线分开，终到站为巴尔斯顿-马利蒙特大学。蓝线和橙线仍然在罗斯林到体育场-军械库之间共线；银线也在同一区间共线。

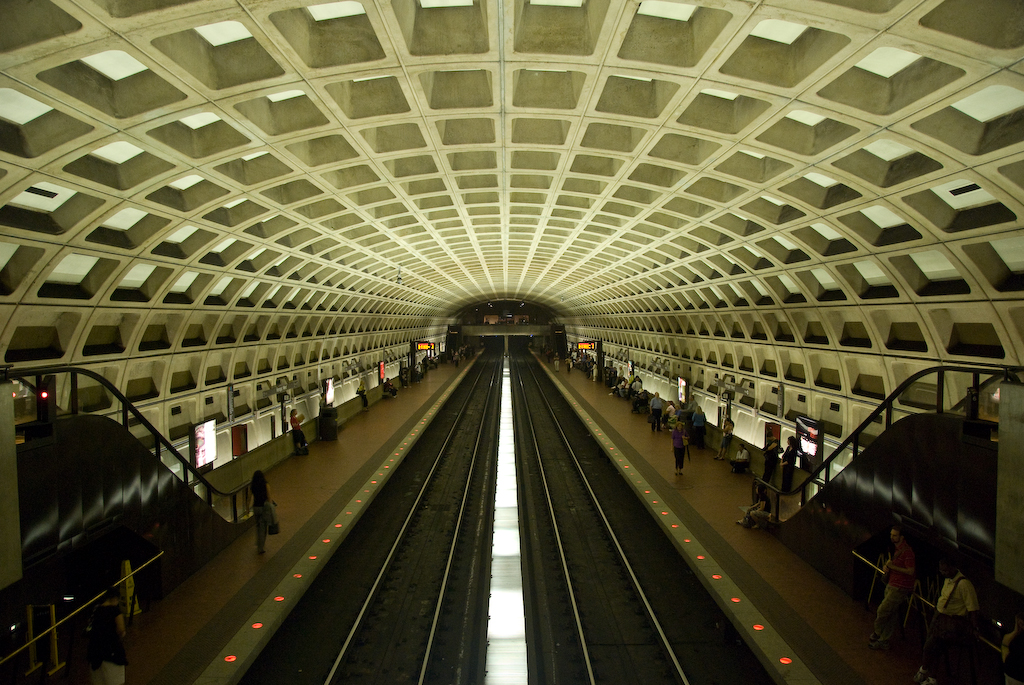
法拉格特西站

蓝线最初的规划与现在的线路稍有不同。原计划是蓝线驶往亨廷顿，而黄线驶往法兰克尼亚-春田。更改这一计划的原因是到亨廷顿的线路修建完成时，车卡数量短缺。由于黄线线路更短，运营所需的车卡数量比蓝线更少，所以两线的终点站发生了交换。1999年到2008年间，蓝线在独立日执行特别运行图，7月4日的终点站会改为亨廷顿。
在ARS的计划里，蓝线的终点站是艾迪逊路。然而体育观众一直要求将地铁再延伸3英里（4.8）到位于拉戈的首都中心体育馆。1997年2月27日，WMATA委员会批准了延长线的修建。但到2004年延长线开通运营的时候，职业篮球、曲棍球的场馆已经移动到了画廊站附近的新场馆，且首都中心处也改建为了购物中心。不过延长线仍然服务了不少体育观众，因为橄榄球的联邦快递球场亦位于延长线的步行距离之内。延长线的修建总共花费了4亿5600万美元。
1998年，国会将华盛顿国家机场重命名为罗纳德·里根华盛顿国家机场，更名法案特别说明不为改名划拨经费。因此，WMATA没有更改国家机场站（当时只有“国家机场”而非其更改后的全名）的名字。在国会共和党议员反复要求更改站名后，WMATA表示只有在地方政府的要求下才会更改站名。由于阿灵顿县和哥伦比亚特区都由民主党控制，更名计划一直受阻。直到2001年，国会将车站更名列为继续提供联邦资金的条件后，车站才更改为现在的名字。
2018年5月，华盛顿地铁宣布了一项涉及20个车站的大规模翻修计划。为了适应站台重修的需要，蓝线和黄线在国家机场站以南的部分在2019年5月到9月间关闭；这是当时华盛顿地铁历史上最长的一次线路关停，两条线路所有列车的终点站都因此改为罗纳德·里根国家机场。
由于受到2019冠状病毒病疫情影响，在2020年3月26日到6月28日间，列车经过梵东街站、阿灵顿公墓站、联邦三角站、史密森尼站、联邦中心西南区站和摩根大道站时不停靠。除阿灵顿公墓站外的所有车站于2020年6月28日重新开启运作。阿灵顿公墓站则于之后的2020年8月23日恢复服务。
2020年11月27日到2021年3月14日，由于亚历山卓车辆段（Alexandria Rail Yard）信号系统现代化工程影响，法兰克尼亚-春田站和梵东街站关闭，蓝线在周末大多会转而运营亨廷顿站和艾森豪威尔大道站。此外，2020年12月20日到2021年1月3日，亚历山卓车辆段完全关闭期间，蓝线也改为运行至亨廷顿站。华盛顿地铁选择全段关闭而非保留单线运营，是因为这样会使工期翻倍，且使用单线运营会使列车间隔延长至36分钟一班。
2020年12月14日，WMATA宣布蓝线将在2021年2月13日到5月23日期间停驶，以完成阿灵顿公墓站和艾迪逊路站的改造。此外，黄线则会运营法兰克尼亚-春田到维农山广场站区间，而银线会服务蓝线的部分线路。

## 路线

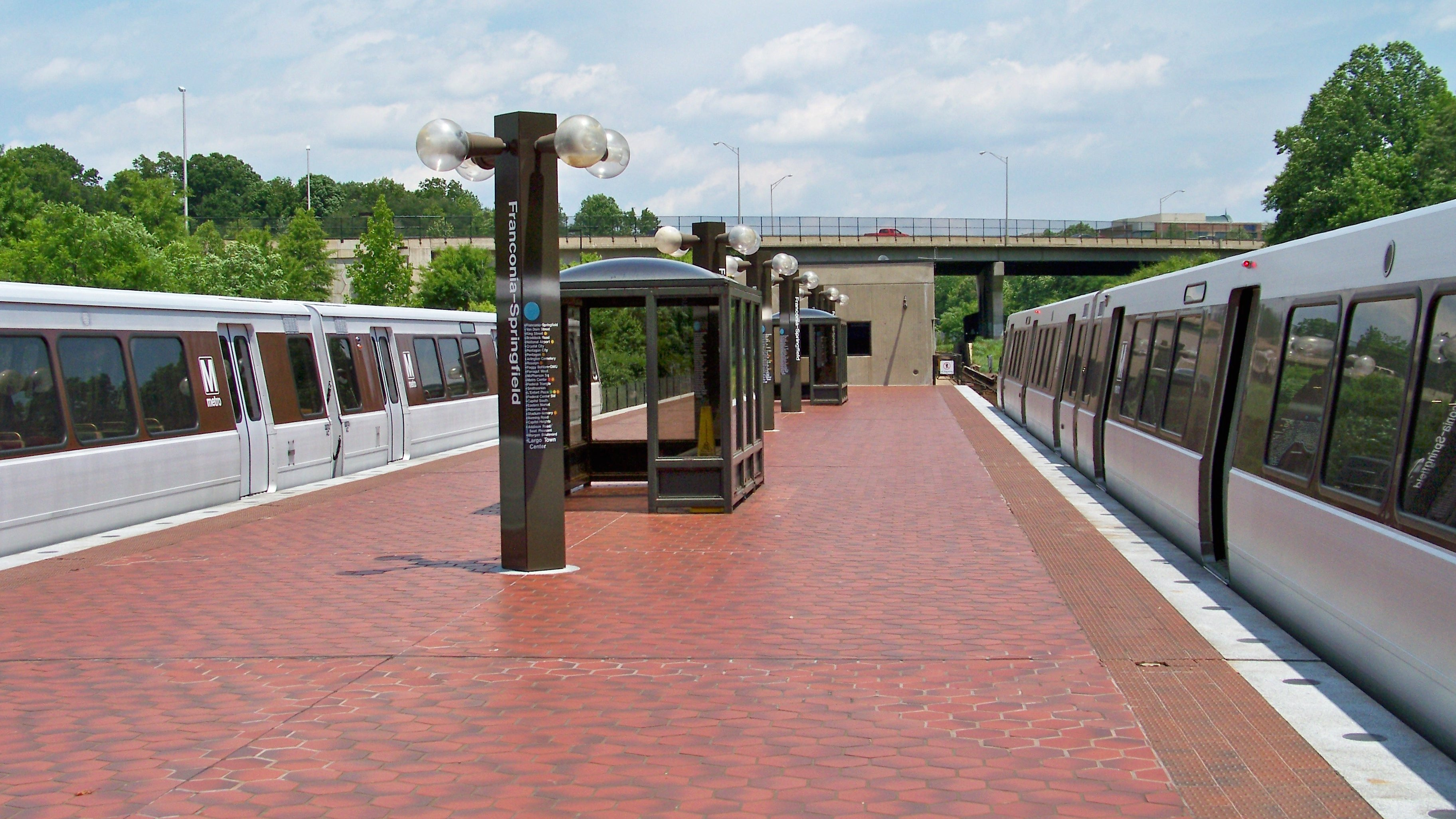
法兰克尼亚-春田站

华盛顿地铁蓝线于西南方向的终点站是法兰克尼亚-春田站，位于前线路（Frontier Drive）和法兰克尼亚-春田公园大道（Franconia-Springfield Parkway，弗吉尼亚289号公路）的路口。蓝线在地面上沿着CSX运输的铁路向北，并与黄线在亚历山德里亚老城的国王街交汇；共线之后继续沿着CSX铁路向北，直到向东抬高为高架线路，进入国家机场车站。之后蓝线在水晶城的南15街进入地下隧道，向北穿过海耶斯街和五角大楼的停车场。蓝线在这个隧道与黄线分离，并沿着110号弗吉尼亚州级公路在地面向北，然后在罗斯林以南进入地下，并和橙线、银线共线。隧道在地下穿过北林恩街、波多马克河，然后沿西北区I街向东。隧道在西北区第12街向南，在地铁中心站从下面穿过红线。隧道在西南区D街下向东转，在朗方广场站从下面穿过黄、绿线。隧道继续沿着东南区宾夕法尼亚大道、G街和波多马克大道向东，然后沿着东南区第19街向北、在东北区俄克拉荷马大道附近的罗伯特·F·甘迺迪纪念体育场转为地面线。蓝线随后经本宁路附近的桥穿过安那考斯迪亚河，与橙线分离并再次进入地下隧道，沿着东国会街穿过本宁路向东。蓝线和银线随后转为地面或高架线（偶尔有较短的隧道）从艾迪逊路站沿着中央大道直到东边的终点站拉戈镇中心站。
在WMATA的内部路线编号中，蓝线的服务经过整个J路线（从法兰克尼亚-春田站到C路线和J路线在国王街南的连接处）、部分C路线（从和J路线的连接处到地铁中心站）、部分D路线（从地铁中心站到D路线和G路线在体育场-军械库以东的连接处）和整个G路线（从和D路线体育场-军械库东的连接处到拉戈镇中心站）。蓝线在高峰期需要23辆六节编组列车（138个车厢）以达到运量要求。

## “高峰+”服务
2012年6月18日，华盛顿地铁开始启动已经酝酿一段时间的名为“高峰+”（英語：Rush+）的服务计划。该计划意在消除罗斯林站的拥堵（此处蓝线和橙线交汇）且为提供银线服务做好准备。根据这一计划，蓝线保持原有线路不变，部分黄线列车从法兰克尼亚-春田站发车，经芬威克桥前往绿带站。在高峰期，蓝线上的列车数量减少，意味着候车时间可能增加。此外，在2014年银线开通之前，一些橙线列车也驶往拉戈镇中心。

## 未来规划
1995年11月16日，WMATA和亚历山德里亚波多马克调车场区域的开发商签订了建设一个新车站的协议。车站位于布拉多克路和国家公园之间，由开发商出资。美国联邦运输管理局和WMATA、国家公园管理局、亚历山德里亚市政府一起，于2016年完成了该项目的环境影响报告书。预计车站将于2022年春季完工。
第二个改进计划是兴建连接画廊站和地铁中心站的地下人行通道。2005年7月的一项研究提出将地铁中心站东侧夹层和画廊站的西侧夹层相连，它们之间仅相距一个街区。这个计划可以减少使用红线来转乘地铁中心站的黄、蓝、橙线的乘客数量。截止到2011年，该计划仍未筹集到资金。
此外，一个运输规划组织提议延长蓝线到威廉王子县的波多马克磨坊。

## 車站列表
下列车站按蓝线路线上的顺序自西南向东分布：
| 中文站名                  | 英文站名 | 車站編號 | 啟用日期       | 图片 | 地铁换乘 | 铁路换乘及注释                                 | 所在地     | 所在地       |
| ------------------------- | -------- | -------- | -------------- | ---- | --- | ---------------------------------------------- | ---------- | ------------ |
| 法蘭克尼亞-春田           |          | J02      | 1997年6月29日  |      | | 費德里克斯堡線 西南方向终点站                  | 維珍尼亞州 | 春田         |
| 梵東街                    |          | J01      | 1991年6月15日  |      | |                                                | 維珍尼亞州 | 亞歷山德里亞 |
| 國王街-古城               |          | C13      | 1983年12月17日 |      | | 亞歷山德里亞聯合車站 蓝线和 黄线从此站起共线。 | 維珍尼亞州 | 亞歷山德里亞 |
| 布雷多克路                |          | C12      | 1983年12月17日 |      | |                                                | 維珍尼亞州 | 亞歷山德里亞 |
| 波多馬克車廠              |          | C11      | 2022（预计）   |      | |                                                | 維珍尼亞州 | 亞歷山德里亞 |
| 羅納德·里根華盛頓國家機場 |          | C10      | 1977年7月1日   |      | | 罗纳德·里根华盛顿国家机场                      | 維珍尼亞州 | 阿靈頓       |
| 水晶城                    |          | C09      | 1977年7月1日   |      | 水晶城站 |                                                | 維珍尼亞州 | 阿靈頓       |
| 五角城                    |          | C08      | 1977年7月1日   |      | |                                                | 維珍尼亞州 | 阿靈頓       |
| 五角大廈                  |          | C07      | 1977年7月1日   |      | 因空间限制而建为分离式月台车站，下层向南开往 亨廷顿和 法兰克尼亚-春田，上层向北开往 绿带和 拉戈镇中心。 蓝线和 黄线从此站后不再共线。 |                                                | 維珍尼亞州 | 阿靈頓       |
| 阿靈頓公墓                |          | C06      | 1977年7月1日   |      | |                                                | 維珍尼亞州 | 阿靈頓       |
| 羅斯林                    |          | C05      | 1977年7月1日   |      | | 蓝线和 橙线、 银线从此站起共线。               | 維珍尼亞州 | 阿靈頓       |
| 霧谷-喬治·華盛頓大學      |          | C04      | 1977年7月1日   |      | | 華盛頓特區                                     | 西北區     |              |
| 法拉格特西                |          | C03      | 1977年7月1日   |      | 与一个街区外的 法拉格特北可出站换乘。                                                                                                 | 華盛頓特區                                     | 西北區     |              |
| 麥佛森廣場                |          | C02      | 1977年7月1日   |      | | 華盛頓特區                                     | 西北區     |              |
| 地鐵中心                  |          | C01      | 1977年7月1日   |      | | 華盛頓特區                                     | 西北區     |              |
| 聯邦三角                  |          | D01      | 1977年7月1日   |      | | 華盛頓特區                                     | 西北區     |              |
| 史密森尼                  |          | D02      | 1977年7月1日   |      | | 華盛頓特區                                     | 西南區     |              |
| 朗方廣場                  |          | D03      | 1977年7月1日   |      | | 華盛頓特區                                     | 西南區     | 朗方站       |
| 聯邦中心西南區            |          | D04      | 1977年7月1日   |      | | 華盛頓特區                                     | 西南區     |              |
| 國會大廈南                |          | D05      | 1977年7月1日   |      | | 華盛頓特區                                     | 西南區     |              |
| 東市場                    |          | D06      | 1977年7月1日   |      | | 華盛頓特區                                     | 東南區     |              |
| 波多馬克大道              |          | D07      | 1977年7月1日   |      | | 華盛頓特區                                     | 東南區     |              |
| 體育場-軍械庫             |          | D08      | 1977年7月1日   |      | 蓝线和 橙线从此站后不再共线。 | 華盛頓特區                                     | 東南區     |              |
| 班寧路                    |          | G01      | 1980年11月22日 |      | | 華盛頓特區                                     |            | 東北區       |
| 國會高地                  |          | G02      | 1980年11月22日 |      | | 馬里蘭州                                       | 國會高地   |              |
| 艾迪遜路                  |          | G03      | 1980年11月22日 |      | | 馬里蘭州                                       | 國會高地   |              |
| 摩根大道                  |          | G04      | 2004年12月18日 |      | | 馬里蘭州                                       | 蘭德歐弗   |              |
| 拉戈鎮中心                |          | G05      | 2004年12月18日 |      | 东北方向终点站 | 馬里蘭州                                       | 拉戈       |              |
| 未來車站                  |          |          |                |      | |                                                |            |              |